# Albert Kesselring
Albert Konrad Kesselring (30 de noviembre de 1885 - 16 de julio de 1960) fue un Generalfeldmarschall alemán que comandó el Grupo de Ejércitos C durante la Segunda Guerra Mundial. Llegó a ser uno de los comandantes más competentes y populares, siendo además uno de los 27 únicos militares que fueron galardonados con la cruz de hierro con hojas de roble, espadas y diamantes. Los aliados le apodaron «Albert el sonriente» o «Kesselring el sonriente», y sus propias tropas «Tío Albert».
En 1904 Kesselring se unió al Ejército Bávaro como oficial-cadete, sirviendo en la rama de artillería. Se formó como observador militar en globos en 1912 y durante la Primera Guerra Mundial sirvió en ambos frentes, Occidental y Oriental, siendo destinado al Estado Mayor. Kesselring permaneció en el Ejército después de la guerra, pero fue licenciado en 1933 para pasar a encargarse del Departamento de Administración en la Comisaría del Reich para la Aviación, donde estuvo involucrado en el restablecimiento de la industria de aviación y puso los cimientos para la creación de la Luftwaffe, sirviendo como Jefe de Personal desde 1936 hasta 1938.
Durante la Segunda Guerra Mundial, comandó las fuerzas aéreas en las campañas de Polonia y Francia, en la Batalla de Inglaterra y en la Operación Barbarroja. Como Comandante en Jefe de todas las fuerzas en el Sur de Europa, sus intervenciones en el teatro de operaciones del Mediterráneo y Norte de África fueron muy representativas. Kesselring se ganó el respeto de sus contrincantes en el bando aliado por sus logros militares, aunque al final de la guerra su curriculum quedó ensombrecido por algunas masacres cometidas por tropas bajo su mando en Italia.
Después de la guerra, Kesselring fue juzgado por crímenes de guerra y sentenciado a muerte. Dicha sentencia fue posteriormente conmutada por otra de cadena perpetua. En 1952 fue liberado atendiendo a su delicado estado de salud. Kesselring es uno de los tres únicos mariscales de campo que llegaron a publicar sus memorias, tituladas «Soldado hasta el último día» (Soldat bis zum letzten Tag).

## Biografía

### Infancia y juventud
Albert Kesselring nació en Marktsteft, Baviera, el 30 de noviembre de 1885, el hijo de Carl Adolf Kesselring, maestro de escuela y concejal, y su esposa Rosina, Primo segundo de Carl. Los primeros años de Albert los pasó en Marktsteft, donde los familiares poseían una fábrica de cerveza desde 1688.
Al graduarse de la escuela secundaria Christian Ernestinum en Bayreuth en 1904, Kesselring se unió al Ejército alemán como Fahnenjunker (oficial cadete) en el 2.º Regimiento de Artillería a Pie de Baviera. El regimiento tenía su base en Metz y era responsable de mantener sus fuertes. Permaneció con el regimiento hasta 1915, excepto por períodos en la Academia Militar de 1905 a 1906, después de lo cual recibió su comisión como Leutnant (teniente), y en la Escuela de Artillería e ingeniería en Múnich desde 1909 hasta 1910.
En 1910, Kesselring se casó con Luise Anna Pauline (Liny) Keyssler, la hija de un boticario de Bayreuth. Su matrimonio no tuvo hijos, pero en 1913 adoptaron a Rainer, el hijo del primo segundo de Albert, Kurt Kesselring. En 1912, Kesselring completó su formación como observador de globo en una sección de dirigibles, una señal temprana de su interés en la aviación. Los superiores de Kesselring consideraron enviarlo a la Escuela de Artillería e Ingeniería como instructor debido a su experiencia en «la interacción entre tácticas y tecnología».

### Primera Guerra Mundial
Durante la Primera Guerra Mundial, Kesselring sirvió con su regimiento en Lorena hasta finales de 1914, cuando fue transferido al 1.er Regimiento de Artillería a Pie de Baviera, que formaba parte del 6.º Ejército. El 19 de mayo de 1916, fue ascendido a Hauptmann (capitán). En 1916 fue trasladado de nuevo al 3.º Regimiento de Artillería a Pie de Baviera. Se distinguió especialmente en la Batalla de Arras en 1917, «por su trabajo incansable y asiduo, y por la preparación de órdenes claras y cuidadosamente construidas», a pesar de estar de servicio durante más de veinte horas, y logró detener el avance británico. Por sus servicios en el Frente Occidental, fue condecorado con la Cruz de Hierro de 2.ª y 1.ª clase.
En 1917, fue destinado al Estado Mayor, a pesar de no haber asistido a la Academia de Guerra de Baviera. Sirvió en el Frente Oriental en el estado mayor de la Segunda División "Landwehr" de Baviera. Su experiencia aquí moldeó su perspectiva política anticomunista posterior. En enero de 1918, regresó al frente occidental como oficial de estado mayor con el II y el III Cuerpo Real de Baviera.

### Periodo de entreguerras
Después de la guerra, Kesselring estuvo involucrado en la desmovilización del III Cuerpo Real de Baviera en el área de Núremberg, según lo ordenado por el Tratado de Versalles. Una disputa con el líder de los paramilitares locales de derechaː los Freikorps, llevó a la emisión de una orden de arresto por su presunta participación en un intento de «golpe de Estado»  contra el comando del III Cuerpo Real de Baviera, Kesselring fue detenido y encarcelado. Pronto fue puesto en libertad, pero su superior, el mayor Hans Seyler, lo censuró por «no haber mostrado la discreción necesaria».
De 1919 a 1922, sirvió como comandante de batería de artillería en el 24.º Regimiento de Artillería. Se unió a la Reichswehr el 1 de octubre de 1922 y fue destinado al Departamento de Entrenamiento Militar en el Ministerio de la Reichswehr en Berlín. Permaneció en este puesto hasta 1929 cuando regresó a Baviera como comandante del Wehrkreis VII en Múnich. Durante el tiempo que pasó en el Reichswehr , Kesselring participó en la organización del ejército, recortando los gastos generales del personal para producir el mejor ejército posible con los recursos limitados disponibles. Ayudó a reorganizar el Departamento de Artillería, sentando las bases para los esfuerzos de investigación y desarrollo que producirían nuevas armas. Estuvo involucrado en maniobras militares secretas llevadas a cabo en la Unión Soviética en 1924 y el llamado Gran Plan para un ejército de 102 divisiones, que fue preparado en 1923 y 1924. Siguiendo la recomendación de una comisión encabezada por Kesselring en 1929, los oficiales y agencias de aviación se consolidaron en una inspección de aviación. Después de otro breve período en el Ministerio de la Reichswehr, fue ascendido a Oberstleutnant (teniente coronel) en 1930 y pasó dos años en Dresde con el 4.º Regimiento de Artillería.
Kesselring fue dado de baja de la "Reichswehr" en 1933 en contra de sus deseos, y nombrado jefe del Departamento de Administración en el Comisariado de Aviación del Reich (Reichskommissariat für die Luftfahrt), el precursor del Ministerio del Aire del Reich (Reichsluftfahrtministerium) (RLM), con el rango de  Oberst (coronel) en 1934. Dado que el Tratado de Versalles prohibía a Alemania establecer una fuerza aérea, esta era nominalmente una agencia civil. La Luftwaffe no se estableció formalmente hasta el 26 de febrero de 1935. Estuvo involucrado en el restablecimiento de la industria de la aviación y la construcción de fábricas secretas, forjando alianzas con industriales e ingenieros de aviación.
La promoción en la Luftwaffe fue rápida; Kesselring fue ascendido a Generalmajor el 1 de octubre de 1934, y a Generalleutnant  el 1 de abril de 1936. Como otros generales de la Alemania nazi, recibió pagos mensuales personales de Adolf Hitler, en el caso de Kesselring estos pagos ascendían a 6000 Reichsmark, una suma considerable en ese momento.
A la edad de 48 años, Kesselring aprendió a volar, siguiendo la vieja doctrina militar de que los oficiales no debían pedir a sus hombres que hicieran nada que ellos mismos no fueran capaces de hacer. Más tarde afirmó que el conocimiento de primera mano de todos los aspectos de la aviación era esencial para poder comandar a los aviadores, aunque era muy consciente de que los recién llegados como él no impresionaban a los viejos pioneros ni a los jóvenes aviadores. Se calificó en el manejo de varios aviones monomotores y multimotores y continuó volando tres o cuatro días a la semana hasta marzo de 1945.
Tras la muerte del Generalleutnant Walther Wever en un accidente aéreo, Kesselring se convirtió en jefe de Estado Mayor de la Luftwaffe el 3 de junio de 1936. En ese puesto, Kesselring supervisó la expansión de la Luftwaffe, la adquisición de nuevos tipos de aviones como el caza Messerschmitt Bf 109 y el bombardero en picado Junkers Ju 87 «Stuka» y el desarrollo de las tropas de paracaidistas (Fallschirmjäger).
La principal tarea operativa de Kesselring durante este tiempo fue el apoyo de la Legión Cóndor en la guerra civil española. Su mandato se vio empañado por conflictos personales y profesionales con su superior, el General der Flieger Erhard Milch, razón por la cual Kesselring pidió su pase a la reserva. El conflicto de Kesselring con Milch contrastaba con el de su predecesor, Wever. En general, se ha conjeturado que Kesselring no era un jefe de Estado Mayor eficaz, principalmente porque carecía de la visión estratégica de Wever. Kesselring solicitó su transferencia a un comando de campo, y el jefe de la Luftwaffe, Hermann Göring, le dio el mando delIII Comando del Distrito Aéreo en Dresde. En 1937, fue ascendido a General der Flieger y se convirtió en comandante de la Luftflotte 1 en 1938, cargo que mantendría hasta enero de 1940.

## Segunda Guerra Mundial

### Invasión de Polonia
En la campaña polaca que comenzó la Segunda Guerra Mundial, la Luftflotte 1 de Kesselring operó en apoyo del Grupo de Ejércitos Norte, comandado por el Generaloberst Fedor von Bock. Aunque no estuvo bajo el mando de von Bock, Kesselring trabajó estrechamente con Bock y se consideró a sí mismo bajo las órdenes de Bock en todos los asuntos relacionados con la guerra terrestre. Kesselring se esforzó por brindar el mejor apoyo aéreo cercano posible a las fuerzas terrestres y usó la flexibilidad del poder aéreo para concentrar toda la fuerza aérea disponible en puntos críticos, como durante la Batalla de Bzura. Intentó cortar las comunicaciones polacas realizando una serie de ataques aéreos contra Varsovia, pero descubrió que incluso las bombas de 1000 kg (2200 libras) no podían garantizar la destrucción de los puentes.
Kesselring fue derribado sobre Polonia por la Fuerza Aérea Polaca. En total, sería derribado cinco veces durante la Segunda Guerra Mundial. Por su parte en la campaña polaca, Kesselring fue personalmente galardonado con la de Cruz de Hierro de Caballero por Adolf Hitler.

### Europa Occidental

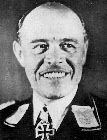
El «sonriente Kesselring».

La Luftflotte 1 de Kesselring no participó en los preparativos de las campañas en el oeste. En cambio, permaneció en el este en servicio de guarnición, estableciendo nuevas bases aéreas y una red de precauciones contra los ataques aéreos en la Polonia ocupada. Sin embargo, después del incidente de Mechelen, en el que un avión realizó un aterrizaje forzoso en Bélgica con copias del plan de invasión alemán, Göring relevó al comandante de Luftflotte 2, el general der Flieger Hellmuth Felmy, de su mando y nombró a Kesselring en su lugar. Kesselring voló a su nuevo cuartel general en Münster el día siguiente, 13 de enero de 1940. Como el jefe de personal de Felmy, Generalmajor Josef Kammhuber, también se sintió responsable, Kesselring lo relevo por el Generalmajor Wilhelm Speidel.
Al llegar al oeste, Kesselring encontró que Luftflotte 2 operaba en apoyo del Grupo B del Ejército de von Bock. Heredó de Felmy un complejo plan aéreo que requería cronometraje por minuto durante varias horas, incorporando una operación aérea alrededor de Róterdam y La Haya para tomar aeródromos. y puentes en la zona de la "fortaleza holandesa". Los paracaidistas eran las fuerzas aerotransportadas del General der Flieger Kurt Student, que dependían de un rápido enlace con las fuerzas mecanizadas. Para facilitar esto, Kesselring le prometió a von Bock el apoyo aéreo más completo posible. Sin embargo, las operaciones aéreas y terrestres debían comenzar de manera simultánea, por lo que no habría tiempo para reprimir a la Fuerza Aérea Real de los Países Bajos.
La batalla de los Países Bajos comenzó el 10 de mayo de 1940. Mientras que las operaciones aéreas iniciales tuvieron victorias, los combatientes y bombarderos alemanes pronto ganaron la delantera contra la pequeña fuerza aérea holandesa, los paracaidistas se enfrentaron a una feroz oposición en la Batalla por La Haya y la Batalla de Róterdam. El 14 de mayo de 1940, respondiendo a una llamada de asistencia de Student, Kesselring ordenó el bombardeo del centro de la ciudad de Róterdam. Los incendios se desataron fuera de control, destruyendo gran parte de la ciudad.

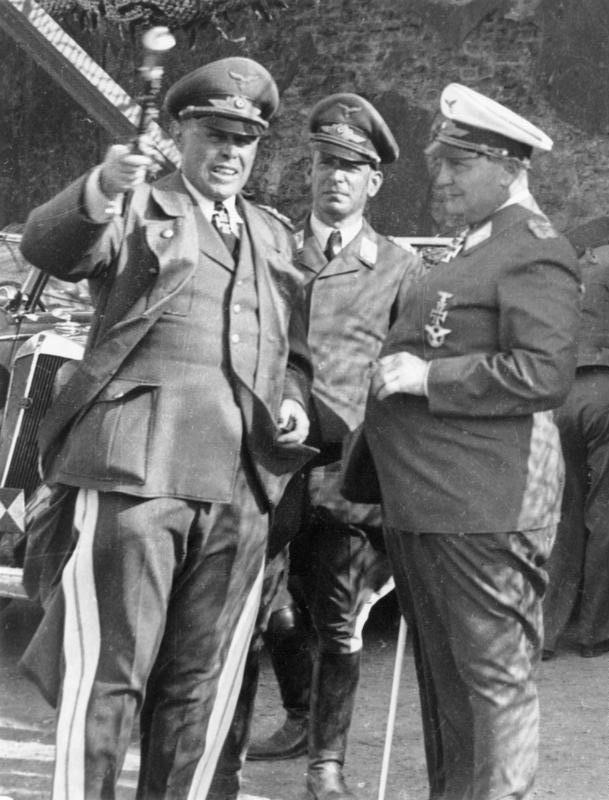
Kesselring (izquierda), con su jefe de personal, Wilhelm Speidel (centro), y Hermann Göring (derecha) - 1940

Después de la rendición de los Países Bajos el 14 de mayo de 1940, Luftflotte 2 intentó avanzar hacia nuevos aeródromos en Bélgica mientras seguía brindando apoyo a las tropas terrestres en rápido movimiento. La batalla de Francia iba bien, con el general der Panzertruppe Heinz Guderian forzando un cruce del río Mosa en Sedan el 13 de mayo de 1940. Para apoyar el avance, Kesselring transfirió el VIII Generalleutnant Wolfram von Richthofen. Fliegerkorps a Luftflotte 3. Para el 24 de mayo, las fuerzas aliadas habían sido cortadas en dos, y el ejército alemán estaba a solo 15 kilómetros de Dunkirk, el último puerto del canal que quedaba en manos aliadas. Sin embargo, ese día el generaloberst Gerd von Rundstedt ordenó un alto. En sus memorias, Kesselring describió esa decisión como un "error fatal". Dejó la carga de prevenir la evacuación aliada de Dunkerque a la fuerza aérea, obstaculizada por el mal tiempo de vuelo y la firme oposición de la Real Fuerza Aérea.
El 19 de julio de 1940, Kesselring fue promovido a Generalfeldmarschall (mariscal de campo) durante la Ceremonia del mariscal de campo realizada en la Opera Kroll en Berlín, donde Adolf Hitler ascendió a doce generales al rango de Generalfeldmarschall (mariscal de campo).

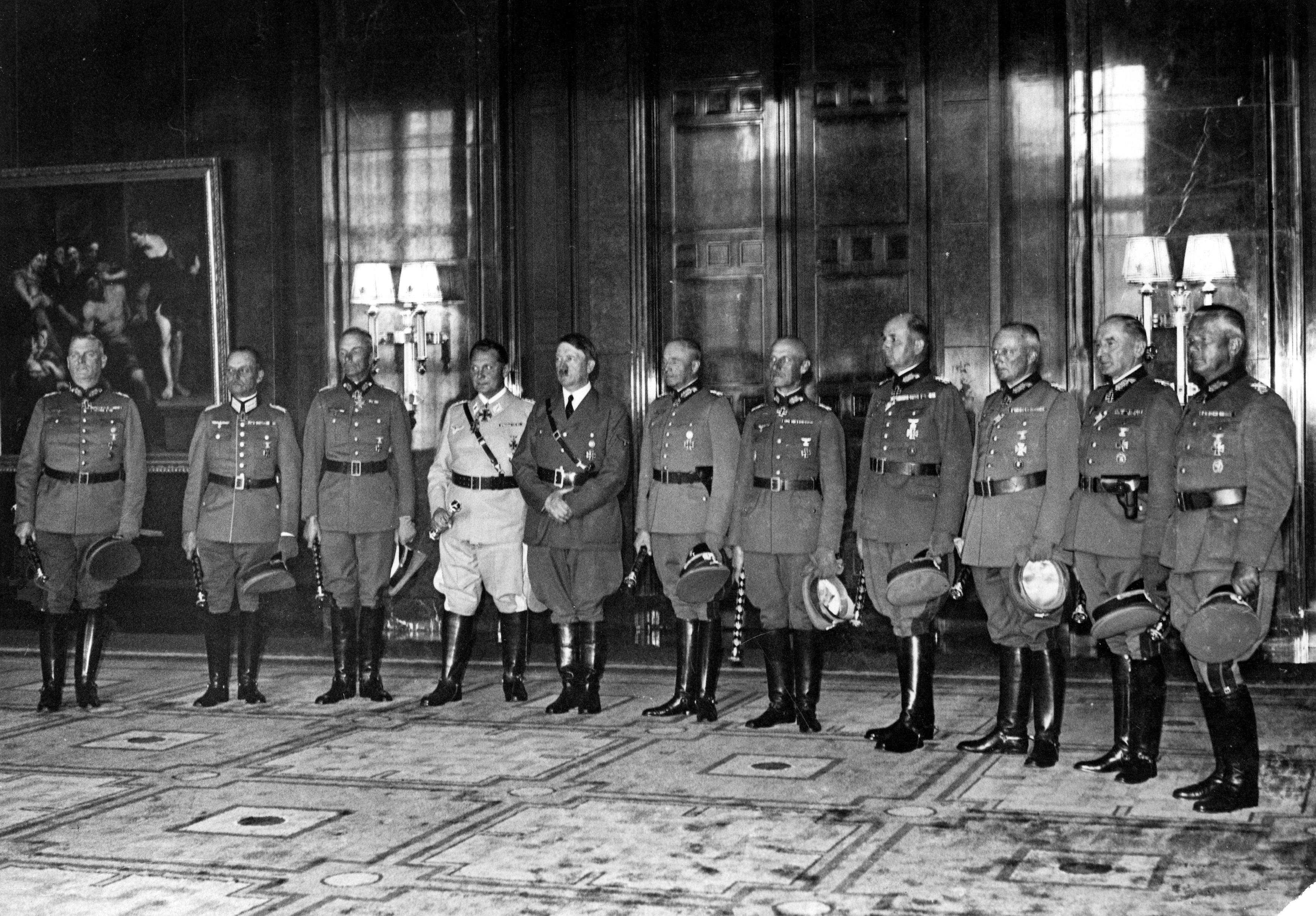
Hitler posando con sus mariscales de campo en la ceremonia de ascenso en la Opera Kroll, Göring viste el uniforme blanco.

Tras la campaña en Francia, la Luftflotte 2 de Kesselring se comprometió con la Batalla de Gran Bretaña. Luftflotte 2 fue inicialmente responsable del bombardeo del sureste de Inglaterra y el área de Londres, pero a medida que avanzaba la batalla, la responsabilidad del mando cambió, con Luftflotte 3 del Generalfeldmarschall Hugo Sperrle asumiendo más responsabilidad por los ataques nocturnos mientras Luftflotte 2 dirigía las principales operaciones diurnas. Kesselring participó en la planificación de numerosas incursiones, incluido el bombardeo de Coventry en noviembre de 1940.

### África e Italia
En diciembre de 1941 Kesselring fue nombrado Comandante en Jefe Sur al mando de todas las fuerzas aéreas en los escenarios del Mediterráneo, repartiéndose con Erwin Rommel la dirección de la campaña del Norte de África. En otoño de 1943 fue reasignado como Comandante en Jefe Suroeste con mando nominal de las fuerzas armadas alemanas en Italia, donde dirigió una exitosa campaña de doce meses de defensa de la península, contradiciendo las declaraciones de Winston Churchill en las que afirmaba que Italia era un «punto débil». Desde Roma, donde había instalado su cuartel general, reclamó constantemente más aviones para reforzar la cobertura aérea del Eje en el Mediterráneo.
El 25 de octubre de 1944 Kesselring resultó seriamente herido al chocar su coche con un tanque que se incorporaba a la carretera.

### Alemania
Tras recuperarse de sus heridas, Kesselring fue destinado a Alemania como Comandante en Jefe del Frente Occidental, en sustitución del Generalfeldmarschall Gerd von Rundstedt en marzo de 1945 y posteriormente designado como Comandante en Jefe Sur. Negoció de manera ocasional la rendición con las autoridades militares aliadas, aunque permaneció leal a Adolf Hitler hasta que fue informado de su muerte.
Siendo Comandante en Jefe Sur, fue hecho prisionero en Saalfelden el 6 de mayo de 1945.

## Posguerra
Después de la guerra, en 1947, Kesselring fue juzgado por un tribunal militar británico en Venecia por la masacre de 335 italianos en las Fosas Ardeatinas y otros crímenes de guerra. Fue declarado culpable y condenado a muerte el 7 de mayo de 1947. Esta sentencia causó gran controversia y protesta, y Kesselring vio su pena conmutada por la de cadena perpetua en la prisión de Werl (Westfalia) el 4 de julio de 1947, donde estuvo encarcelado desde el 8 de mayo de 1945 hasta el 23 de octubre de 1952, día en que fue puesto en libertad debido a sus problemas de salud. Al año siguiente publicó su autobiografía, Soldat bis zum letzten Tag (Un soldado hasta el último día). Murió en Bad Nauheim el 16 de julio de 1960.

## Condecoraciones y atributos militares
- Eisernes Kreuz (1914) II. Klasse - Cruz de Hierro de 2.ª Clase de 1914 (Prusia).
- Eisernes Kreuz (1914) I. Klasse - Cruz de Hierro de 1.ª Clase de 1914 (Prusia).
- Militärverdienstorden des Königreichs Bayern, IV. Klasse – Orden al Mérito Militar del Reino de Baviera, 4.ª Clase (Baviera).
- Königlich Sächsischer Albrechtsordens, Ritterkreuz II. Klasse – Real Orden Sajona de Albrecht, Cruz de Caballero de 2.ª Clase (Sajonia).
- Prinzregent Luitpold-Medaille in Bronze – Medalla Príncipe Regente Luitpold en bronce (Baviera).
- 1939 Spange zum Eisernes Kreuz II. Klasee Klasse 1914 - Broche de 1939 para la Cruz de Hierro de 2.ª Clase de 1914 (Alemania).
- 1939 Spange zum Eisernes Kreuz I. Klasse 1914 - Broche de 1939 para la Cruz de Hierro de 1.ª Clase de 1914 (Alemania).
- Ehrenkreuz für Frontkämpfer 1914-1918 - Cruz de Honor para los combatientes del Frente de 1914-1918 (Alemania).
- Dienstauszeichnung der Wehrmacht IV.Klasse, 4 Jahre - Premio de la Wehrmacht de 4.ª Clase por 4 años de Servicios (Alemania).
- Dienstauszeichnung der Wehrmacht III. Klasse, 12 Jahre - Premio de la Wehrmacht de 3.ª Clase por 12 años de Servicios  (Alemania).
- Dienstauszeichnung der Wehrmacht II. Klasse, 18 Jahre - Premio de la Wehrmacht de 2.ª Clase por 18 años de Servicios  (Alemania).
- Dienstauszeichnung der Wehrmacht I. Klasse, 25 Jahre - Premio de la Wehrmacht de 1.ª Clase por 25 años de Servicios (Alemania).
- Ärmelband "Afrika" – Cinta de manga “Africa” (Alemania).
- Medaille zur Erinnerung an den 1. Oktober 1938 - Medalla conmemorativa del 1 de octubre de 1938 (Alemania).
- Gemeinsames Flugzeugfuhrer-Beobachter Abzeichen mit Brillianten – Insignia de Observador-Piloto con diamantes (Alemania).
- Frontflugspange für Zerstörer in Gold mit Anhänger und Einzatszahl – Broche de vuelo en el Frente para pilotos de Caza pesados en oro con colgante y numeración (Alemania).
- Namentliche Nennung im Wehrmachtbericht (dreizehn Mal) – Mención de su nombre en el Informe de la Wehrmacht (13 veces) (Alemania).
- Ordine civile e militare dell'Aquila romana, Cavaliere di Gran-Croce d'Oro – Orden civil y militar del Águila Romana, Caballero de la Gran Cruz de Oro (Italia).
- Ordine della Corona d'Italia, Cavaliere della Croce Grande – Orden de la Corona de Italia, Caballero de la Gran Cruz (Italia).
- Ordine dei Santi Maurizio e Lazzaro, Cavaliere della Croce Grande - Orden de los Santos Mauricio y Lázaro, Caballero de la Gran Cruz (Italia).
- Ordine Coloniale della Stella d'Italia, Cavaliere della Croce Grande - Orden Colonial de la Estrella de Italia, Caballero de la Gran Cruz (Italia).
- Distintivo di Pilota Militare – Insignia de piloto militar (Italia).
- Magyar Érdemrend Nagykeresztje – Gran Cruz de la Orden del Mérito (Hungría).
- Ritterkreuz des Eisernen Kreuzes – Cruz de Caballeros de la Cruz de Hierro (Alemania).
- Eichenlaub für das Ritterkreuz des Eisernen Kreuzes – Hojas de Roble para la Cruz de Caballeros de la Cruz de Hierro (Alemania).
- Schwerten für das Ritterkreuz des Eisernen Kreuzes – Espadas para la Cruz de Caballeros de la Cruz de Hierro (Alemania).
- Eichenlaub mit Rauten für das Ritterkreuz des Eisernen Kreuzes – Hojas de Roble con Diamantes para la Cruz de Caballeros de la Cruz de Hierro (Alemania).